# Eremiaphila bovei
Eremiaphila bovei es una especie de mantis de la familia Eremiaphilidae.

## Distribución geográfica
Se encuentra en Egipto y el Chad.